# Open Your Heart
"Open Your Heart" là một bài hát của ca sĩ người Mỹ Madonna nằm trong album phòng thu thứ ba của cô, True Blue. Nó được phát hành làm đĩa đơn thứ 4 trích từ album vào ngày 12 tháng 11 năm 1986, bởi Sire Records. Bài hát cũng xuất hiện dưới dạng phối lại trong các album tổng hợp như The Immaculate Collection (1990) và Celebration (2009). Ban đầu được sáng tác như là một bản rock 'n roll với chủ đề "Làm theo trái tim của bạn", nó được viết cho ca sĩ Cyndi Lauper bởi nhạc sĩ Gardner Cole và Peter Rafelson, mặc dù nó đã không bao giờ được chơi trước cô ấy. Kể từ khi quản lý của Madonna tìm kiếm ca khúc mới cho True Blue, cô đã chấp nhận nó, và thay đổi một số các lời bài hát, trong khi thay đổi các thành phần cho phù hợp với thể loại dance-pop. Kết quả là cô đã có thể thu được tiền tác quyền dưới danh nghĩa đồng tác giả của bài hát. Lời bài hát của "Open Your Heart" là một bài hát tình yêu, nói về cảm xúc ngây thơ của cậu bé gặp cô gái lãng mạn và qua đó Madonna muốn thể hiện ham muốn tình dục của mình.
Bài hát đã được đón nhận bởi các nhà phê bình âm nhạc. Nó cũng là một thành công thương mại, lọt vào top 10 trên bảng xếp hạng ở Bỉ, Canada, Ireland, Ý, Hà Lan, và Vương quốc Anh, cũng như thống trị bảng xếp hạng Billboard Hot 100 của Hoa Kỳ trong một tuần. Đây là đĩa đơn thứ năm của Madonna làm được điều này. Tuy nhiên, video của bài hát lại miêu tả một khía cạnh khác của bài hát. Madonna hóa thân thành một vũ công kỳ lạ trong câu lạc bộ thoát y và làm bạn với một cậu bé và sau đó trốn thoát. Nó đã nhận được những tán dương từ giới phê bình, và thể hiện sự tri ân của nữ ca sĩ đến hai diễn viên Liza Minnelli và Marlene Dietrich.
"Open Your Heart" đã được thực hiện bởi Madonna trong 3 tour diễn vòng quanh thế giới của cô - gần nhất là tại The MDNA Tour (2012). Bài hát cũng đã được cover bởi một số nghệ sĩ, và xuất hiện trong bộ phim Crossroads (2002) của Britney Spears.

## Danh sách track và định dạng
| - Đĩa 7" tại Mỹ 1. "Open Your Heart" – 4:12 2. "White Heat" (bản LP) – 4:25 - Đĩa 12" tại Mỹ 1. "Open Your Heart" (bản mở rộng) – 10:35 2. "Open Your Heart" (dub) – 6:43 3. "White Heat" (bản LP) – 4:25 - Đĩa 7" tại Anh quốc 1. "Open Your Heart" (remix) – 3:59 2. "Lucky Star" (chỉnh sửa) – 3:44 - Đĩa 12" tại Anh quốc / Đĩa hình 12" giới hạn tại Anh quốc 1. "Open Your Heart" (bản mở rộng) – 10:35 2. "Open Your Heart" (dub) – 6:43 3. "Lucky Star" (bản đầy đủ) – 5:33 - Đĩa 12" "Rain" / Đĩa hình 12" / Đĩa CD tại Anh quốc (1993) 1. "Rain" (Radio remix) – 4:35 2. "Open Your Heart" (bản album) – 4:13 3. "Up Down Suite" (chưa từng phát hành trước đó) – 12:13 | - Đĩa 7" "Rain" / Cassette tại Anh quốc (1993) 1. "Rain" (Remix edit) – 4:17 2. "Open Your Heart" (bản album) – 4:13 |

## Xếp hạng và chứng nhận
| Bảng xếp hạng (1986)                            | - Vị trí - cao nhất |
| ----------------------------------------------- | ------------------- |
| Australia (Kent Music Report)                   | 6                   |
| Áo (Ö3 Austria Top 40)                          | 18                  |
| Bỉ (Ultratop 50 Flanders)                       | 6                   |
| Belgium (VRT Top 30)                            | 4                   |
| Canada Top Singles (RPM)                        | 8                   |
| Eurochart Hot 100 (Billboard)                   | 1                   |
| Pháp (SNEP)                                     | 24                  |
| Trường songid là BẮT BUỘC CHO BẢNG XẾP HẠNG ĐỨC | 17                  |
| Ireland (IRMA)                                  | 2                   |
| Ý (FIMI)                                        | 6                   |
| Hà Lan (Dutch Top 40)                           | 7                   |
| Hà Lan (Single Top 100)                         | 6                   |
| New Zealand (Recorded Music NZ)                 | 12                  |
| Thụy Sĩ (Schweizer Hitparade)                   | 11                  |
| Anh Quốc (OCC)                                  | 4                   |
| Hoa Kỳ Billboard Hot 100                        | 1                   |
| Hoa Kỳ Adult Contemporary (Billboard)           | 12                  |
| Hoa Kỳ Dance Club Songs (Billboard)             | 1                   |

| Bảng xếp hạng (1986-87)             | Vị trí |
| ----------------------------------- | ------ |
| Canada Top Singles (RPM)            | 68     |
| Italian Singles (FIMI)              | 62     |
| US Billboard Hot 100                | 30     |
| US Hot Dance Club Songs (Billboard) | 24     |

| Quốc gia                                  | Chứng nhận | Số đơn vị/doanh số chứng nhận |
| ----------------------------------------- | ---------- | ----------------------------- |
| Anh Quốc (BPI)                            | Bạc        | 250.000^                      |
| ^ Chứng nhận dựa theo doanh số nhập hàng. |            |                               |